# أيس مان
أيس مان أو الرجل المتجمد (بالإنجليزية: Iceman) هو شخصية من شخصيات قصص إكس-من الظاهرة في مارفل كومكس.
اسمه الحقيقي هو روبرت لويس «بوبي» دراك (بالإنجليزية: Robert Louis "Bobby" Drake) لديه القدرة على إنتاج الجليد والثلج وتحويل نفسه إلى رجل جليدي.

## وصلات خارجية
- أيس مان في ويكي عالم مارفل